# Lambretta (Band)
Lambretta war eine schwedische Rockband.

## Geschichte

### Gründung und erstes Album
Bei der Gründung war Linda Sundblad zunächst nicht in der Band, sie kam erst später hinzu. Erst 1999 wurde die Gruppe mit dem Lied Blow My Fuses von ihrem Debütalbum Breakfast in Schweden bekannt.

### Erfolg mitBimbo
Europaweite Bekanntheit verschaffte ihnen der Song Bimbo (2002) von ihrem zweiten, selbstbetitelten Album, der in Deutschland durch Verwendung in diversen Medien, u. a. Programm-Trailern von DSF, bekannt wurde. Später folgten die weniger erfolgreichen Singles Creep (2002) und Kill Me (2004). 2005 erschien das dritte Album The Fight, das ebenfalls nicht an den Erfolg der Vorgängeralbums herankam.

### Auflösung und Nachfolgeprojekte
Im Jahr 2005 strebte Sängerin Linda eine Solokarriere an, was zur Auflösung von Lambretta führte; ein weiterer Grund soll das angeblich schlechte Verhältnis zum Management der Band gewesen sein. Am 20. September 2006 veröffentlichte Linda Sundblad ihre Debüt-Single Oh Father, die in Schweden auf Platz 1 der Single-Charts einstieg. Das darauf folgende Album Oh My God erschien im November 2006 und landete auf Platz 11 der schwedischen Album-Charts. Der Musikstil hatte mit dem von Lambretta allerdings nicht mehr viel gemein, Linda Sundblad machte nun Popmusik. Die verbliebenen Bandmitglieder gründeten die Band Psych Onation, die einen noch härteren Musikstil als zuletzt Lambretta bevorzugten. Das Debüt-Album Symphony of Death mit neuer Frontfrau Vilaivon Hagman und neuem Gitarristen Jonas Sjöholm erschien im Juni 2006.
Im Herbst 2010 wurde auch die Nachfolge-Band Psych Onation aufgelöst und Petter Lantz gründete mit dem ehemaligen Lambretta-Gitarristen Klas Edmundsson die Industrial-Rock-Band Maniquin.
2012 wurde ihr Song Bimbo von der britischen Metal-Supergroup Tainted Nation als Loser gecovert.

## Stil
Die frühen Werke von Lambretta sind dem Pop und Rock zuzuordnen. Das zweite Album (Lambretta) geht hauptsächlich zum Rock über und macht bereits Anleihen beim Metal. Diese Tendenz verstärkt sich im dritten und letzten Album noch, so sind beispielsweise die Lieder The Fight und Kill Me kaum noch mit den älteren Liedern vergleichbar.

## Diskografie

### Alben
- Breakfast (1999)
- Lambretta (2002)
- The Fight (2005)

### Singles
- Blow My Fuses (1999)
- Absolutely Nothing (1999)
- And All the Roses (1999)
- Bimbo (2002)
- Creep (2002)
- Perfect Tonight (2002)
- Kill Me (2004)
- Chemical (2004)
- Anything (2005)